# Jacqueline Toxopeus
Jacqueline Afine Toxopeus est une joueuse néerlandaise de hockey sur gazon née le 11 décembre 1964 à Wageningue.

## Biographie
Jacqueline Toxopeus évolue au poste de gardien de but. Elle dispute à deux reprises les Jeux olympiques avec la sélection néerlandaise. Lors des Jeux olympiques d'été de 1992 à Barcelone, elle joue cinq matchs du tournoi à l'issue duquel les Néerlandaises terminent sixièmes. Elle dispute huit matchs des Jeux olympiques d'été de 1996 à Atlanta, remportant la médaille de bronze contre les Britanniques ; elle est décisive lors de la séance de tirs au but de ce match pour le bronze.

## Palmarès
- Jeux olympiques d'été de 1996 à Atlanta
  -  Médaille de bronze.